# Faugères (Hérault)
 Faugères  (en occitano Faugièiras) es una población y comuna francesa, situada en la región de Occitania, departamento de Hérault, en el distrito de Béziers y cantón de Cazouls-lès-Béziers.

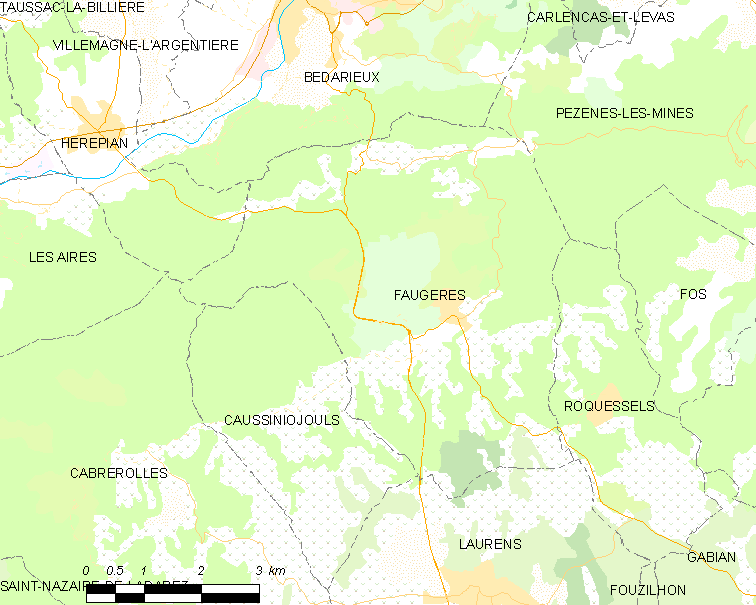
Mapa

## Demografía
| 438 | 380 | 359 | 366 | 360 | 438 | 498 |
| Para los censos de 1962 a 1999 la población legal corresponde a la población sin duplicidades (Fuente: INSEE [Consultar]) |     |     |     |     |     |     |